# Вент, Дженнифер
Дженнифер Вент (нем. Jennifer Wenth; род. 24 июля 1991, Вена) — австрийская легкоатлетка, специалистка по бегу на средние и длинные дистанции, легкоатлетическому кроссу. Выступала за сборную Австрии по лёгкой атлетике в 2008—2016 годах, многократная победительница и призёрка первенств национального значения, действующая рекордсменка страны в нескольких дисциплинах, участница летних Олимпийских игр в Рио-де-Жанейро.

## Биография
Дженнифер Вент родилась 24 июля 1991 года в Вене, Австрия. Занималась лёгкой атлетикой в Швехате, представляла местный одноимённый клуб.
Впервые заявила о себе на международном уровне в сезоне 2008 года, когда вошла в состав австрийской сборной и выступила на чемпионате Европы по кроссу в Брюсселе, где заняла среди юниорок 42-е место.
В 2009 году показала 12-й результат в беге на 1500 метров на юниорском европейском первенстве в Нови-Саде, стартовала в юниорской гонке на кроссовом чемпионате Европы в Дублине. Помимо этого, одержала победу на чемпионатах Австрии в дисциплине 1500 метров как в помещении, так и на открытом стадионе — впоследствии ещё неоднократно выигрывала австрийские национальные первенства в беге на средние и длинные дистанции.
В 2010 году на юниорском мировом первенстве в Монктоне в дисциплинах 1500 и 3000 метров финишировала девятой и седьмой соответственно. На чемпионате Европы по кроссу в Албуфейре стала среди юниорок 29-й.
В 2011 году на дистанции 1500 метров стартовала на чемпионате Европы в помещении в Париже и на молодёжном европейском первенстве в Остраве, в обоих случаях в финал не вышла. На чемпионате Европы по кроссу в Веленье закрыла десятку сильнейших в женской молодёжной категории.
В 2013 году в беге на 5000 метров заняла 13-е место на молодёжном европейском первенстве в Тампере.
В 2014 году в дисциплине 5000 метров показала 11-й результат на чемпионате Европы в Цюрихе. На кроссовом чемпионате Европы в Самокове пришла к финишу 18-й.
В 2015 году на коммерческом старте XL Galan в Стокгольме установила ныне действующий национальный рекорд Австрии в беге на 5000 метров в помещении — 15:43.88. В дисциплине 3000 метров стала девятой на чемпионате Европы в помещении в Праге, в дисциплине 5000 метров была шестой на Всемирной Универсиаде в Кванджу и 15-й на чемпионате мира в Пекине. На Европейских играх в Баку выиграла 3000 метров и тем самым помогла австрийской сборной стать второй в общекомандном легкоатлетическом зачёте.
Выполнив олимпийский квалификационный норматив (15:24.00), в 2016 году удостоилась права защищать честь страны на летних Олимпийских играх в Рио-де-Жанейро — в финале бега на 5000 метров показала время 15:56.11, расположившись в итоговом протоколе соревнований на 16-й строке.
После Олимпиады в Рио в 2017 году Вент ещё выступила на местном старте в Австрии и на этом завершила спортивную карьеру.